# Republikanischer Schutzbund
Republikanischer Schutzbund (Republikański Związek Obronny) – lewicowa organizacja paramilitarna, istniejąca w Austrii w okresie międzywojennym.

## Zarys historii
Organizacja powstała na bazie wcześniej istniejących lewicowych bojówek w 1923 jako paramilitarna przybudówka jednej z dwóch największych austriackich partii politycznych, Socjaldemokratycznej Partii Robotniczej Austrii (SDAPÖ), wobec następującej wówczas radykalizacji stosunków politycznych w kraju. Był jedną z licznych podówczas organizacji paramilitarnych w Austrii, skupiających głównie weteranów I wojny światowej, jego zadaniem było pokazanie gotowości do obrony interesów robotników i partii oraz zapewnienie równowagi sił (wobec dominującej wówczas wśród bojówek prawicowej Heimwehr oraz zdominowanych przez prawicowy rząd wojska i policji). Był jednolicie zuniformizowany i zorganizowany na wzór wojskowy, a także dobrze wyposażony. Na jego czele stał Julius Deutsch, a wśród jego współpracowników znajdował się m.in. powojenny prezydent Austrii Theodor Körner.
30 stycznia 1927 w Schattendorfie doszło do starcia pomiędzy członkami Schutzbundu oraz Heimwehry, wskutek którego śmierć poniosły dwie osoby. Oskarżonych o jej spowodowanie członków Heimwehry uniewinniono, co doprowadziło w lipcu 1927 do masowych protestów, zwanych „rewoltą lipcową”. Protestujący spalili wówczas Pałac Sprawiedliwości w Wiedniu, a rząd użył przeciwko nim siły, co spowodowało 84 ofiary śmiertelne. Po tych wydarzeniach liczebność Schutzbundu osiągnęła apogeum (80 000 członków w 1928, głównie w Wiedniu i innych miastach na terenach przemysłowych). Wiosną 1933 rząd Engelberta Dollfussa nakazał rozwiązanie Schutzbundu, spychając go do podziemia.
W dniu 12 lutego 1934 komendant Heimwehry Emil Fey podjął próbę rozbrojenia bojówek Schutzbundu w Linzu. Starcia, które tam wybuchły, objęły natychmiast inne miasta Austrii, w tym Wiedeń, gdzie Schutzbund zajął budynki rady miejskiej. Przeciwko Schutzbundowi stanęła Heimwehra, policja oraz oddziały regularnej armii, a w Wiedniu użyto przeciwko nim artylerii. W efekcie walki skończyły się już po paru dniach (w Wiedniu – 13 lutego). W wyniku starć zginęło kilkaset osób (uczestników walk po obu stronach – w tym ok. 200 członków Schutzbundu – oraz przypadkowych ofiar). Po ich zakończeniu skazano i stracono dziewięciu liderów Schutzbundu, wielu jego członków zostało aresztowanych, a ok. 100 uciekło do Czechosłowacji i Związku Radzieckiego (z tych ostatnich wielu padło ofiarami czystek stalinowskich). Rząd zakazał wówczas także działalności SDAPÖ i związanych z nią związków zawodowych. Kilka miesięcy później, w maju tego roku Dollfuß uchylił obowiązującą konstytucję i wprowadził austrofaszystowską dyktaturę. Wielu byłych członków Schutzbundu wzięło potem udział w hiszpańskiej wojnie domowej.